# Aeroporto di al-Hoseyma-Cherif Al Idrissi
L'aeroporto di al-Hoseyma-Cherif Al Idrissi (in arabo مطار الشريف الإدريسي ) (IATA: AHU, ICAO: GMTA) è un aeroporto situato a al-Hoseyma, in Marocco. È il secondo aeroporto più trafficato nel Tanger-Tetouan-Al Hoceima (regione del nord del Marocco). L'aeroporto prende il nome dal geografo e cartografo arabo del XII secolo Al-Idrisi.
L'aeroporto si trova ad un'altezza di 29 m sopra il livello del mare. Ha una pista designata 17/35 con una superficie di asfalto che misura 2.500 x 45 metri.